# David Irving
David John Cawdell Irving (Brentwood, 24 de marzo de 1938), citado como David Irving, es un escritor británico e intelectual. Sus obras incluyen La destrucción de Dresde (1963), Guerra de Hitler (1977), Guerra de Churchill (1987) y Goebbels: mente maestra del Tercer Reich (1996). En sus obras, argumentó que Adolf Hitler no sabía del exterminio de los judíos o, si lo sabía, se opuso. Sin embargo, los puntos de vista revisionistas de Irving de la Segunda Guerra Mundial han sido rechazados y negados categóricamente por los historiadores académicos.
Irving se marginó a sí mismo en 1988 cuando, basándose en su lectura del informe pseudocientífico de Leuchter, inició sus investigaciones revisionistas sobre el Holocausto, negando específicamente que los judíos fueran asesinados en las cámaras de gas del campo de concentración de Auschwitz.
La reputación de Irving como historiador quedó desprestigiada cuando, en el transcurso de un caso de difamación sin éxito que entabló contra la historiadora estadounidense Deborah Lipstadt y contra Penguin Books, se determinó que había tergiversado deliberadamente la evidencia histórica para promover la negación del Holocausto. El tribunal inglés descubrió que Irving era un activo "negacionista del Holocausto", "antisemita y racista", que «por sus propias razones ideológicas tergiversó y manipuló de forma persistente y deliberada la evidencia histórica». Finalmente, el tribunal sentenció que sus libros habrían distorsionado la historia del papel de Hitler en el Holocausto para presentar a Hitler bajo un prisma favorable, ignorando la evidencia constatable contenida en sus obras.

## Primeros años
Irving y su hermano gemelo, Nicholas, son los menores de cuatro hijos del matrimonio formado por su madre, ilustradora de libros infantiles, y John James Cawdell Irving, oficial de la Marina británica que abandonó a su familia durante la Segunda Guerra Mundial.[cita requerida]
Según su hermano, Irving fue provocador y bromista desde su juventud: «A los 6 años de edad ya hacía el saludo nazi».
Irving describe ese período de su vida como muy duro, y agrega que su visión acerca de Hitler y de la guerra misma se remonta a esos tiempos, particularmente a su rechazo a la manera en que Hitler era caricaturizado en la propaganda inglesa de aquel tiempo.

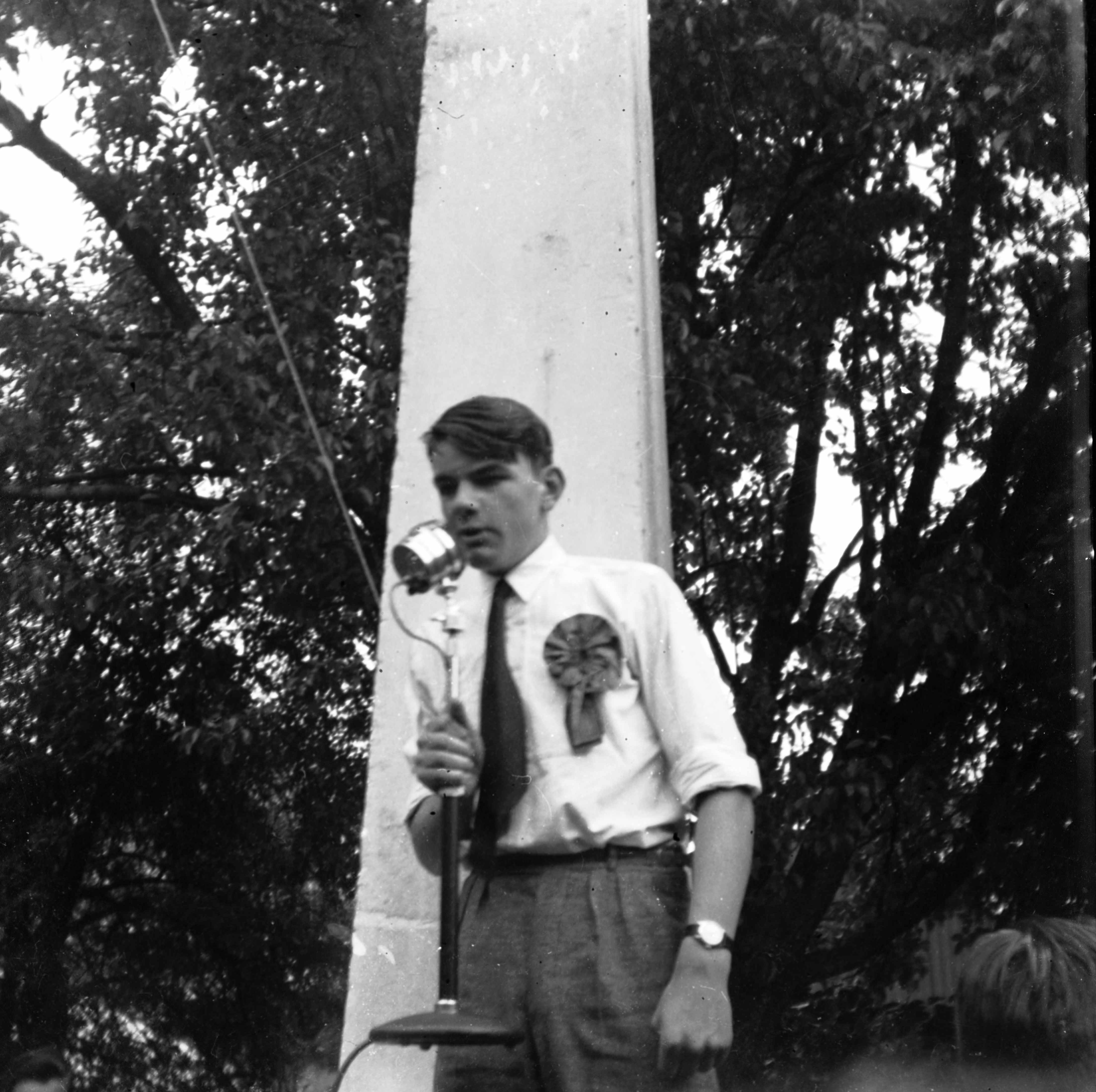
Irving, en 1955.

## Estudios
Después de terminar sus estudios secundarios, Irving estudió física durante dos años (1957-1959: repitió el primero), pero no se graduó, debido tanto a problemas económicos como a sus dificultades con las matemáticas de la carrera.
En ese período se hizo popular entre sus compañeros estudiantiles como articulista de la revista estudiantil Phoenix y como editor del Carnival Times, revista dedicada a promover un carnaval estudiantil celebrado con el fin de recaudar fondos para «buenas causas».

### Primeras controversias
Como editor del Carnival Times, Irving incluyó un «suplemento secreto» en la revista.
En ese suplemento, Irving calificó a Hitler como «la mayor fuerza unificadora europea desde Carlomagno». También afirmaba que «la formación de la Unión Europea puede interpretarse como la constitución de un grupo de pueblos superiores, y los judíos siempre han visto con recelo la emergencia de cualquier “raza superior” (que no sea la suya, por supuesto)». También serían rechazables las sugerencias de que el apartheid no era lo suficientemente severo, que los africanos negros eran inherentemente violentos y que la prensa británica era propiedad de los judíos. Irving admitió que las críticas que recibió estuvieron «probablemente justificadas» y trató de excusar su acción explicando que trataba de evitar que el Carnaval recolectara fondos, ya que estos ―en su opinión― habrían sido canalizados por medio del World University Service a lo que él consideraba una «organización subversiva sudafricana»,
pese a que la intención era obtener fondos para que estudiantes sudafricanos negros pudieran seguir estudios universitarios en Inglaterra. Cabe advertir que el World University Service es una organización no gubernamental registrada oficialmente que se rige por la legislación británica y cuyos «servicios intentan ayudar a aquellos individuos y grupos cuyo acceso a la educación está limitado o cuyas calificaciones no son reconocidas, especialmente a aquellos que buscan asilo, refugiados, gente afectadas por conflictos y víctimas de discriminación».
Como consecuencia de lo anterior, Irving logró por primera vez cierta notoriedad en el Reino Unido. En la edición del 1 de mayo de 1959, el Daily Mail lo cita respondiéndole a un reportero: «Puede considerarme un fascista moderado, si quiere. Acabo de regresar de Madrid. [...] Volví a través de Alemania y visité el Nido de Águilas de Hitler en Berchtesgaden. Para mí, es un lugar sagrado». Posteriormente, Irving denunció ese artículo como injurioso y que, aunque aceptaba que era «correcto a medias», el resto sería «fruto de la creación de un reportero imaginativo»

## Década de 1960
Con posterioridad, Irving fue a vivir en Alemania, donde trabajó como obrero en una fábrica de acero de Thyssen, en el Ruhr, período en el que perfeccionó su alemán. A continuación, se trasladó a España, donde trabajó como estenógrafo en el Comando Aéreo Estratégico de Estados Unidos en la base aérea de Torrejón y donde contrajo matrimonio con la madrileña Pilar Stuyck (1961), con quien tuvo cuatro hijas (se divorciaron en 1981).[cita requerida]
Posteriormente, a finales de 1961, regresó a Londres, donde estudió economía política, carrera que tampoco acabó, ya que dejó de interesarle una vez que se dio cuenta de que podía ganarse la vida como escritor: «Tras de dos años en el University College, tomé la decisión de dedicarme por completo a la carrera de escritor profesional de historia, y me marché sin obtener el grado académico».
Durante ese período, Irving habló en un debate universitario acerca de la inmigración, a favor de la propuesta de Oswald Mosley ―fundador de la Unión Británica de Fascistas―.
Según Private Eye (una revista británica de sátira política), Irving terminó su intervención con el saludo nazi, por lo que fue fuertemente abucheado.
A partir de 1962, en el contexto de un debate acerca de la moralidad de los «bombardeos en alfombra» de la Segunda Guerra Mundial, empezó a escribir para la revista alemana Neue Illustrierte una serie de 37 artículos, llamados Wie Deutschlands Städte starben (‘Cómo perecieron las ciudades alemanas’), acerca de los bombardeos aéreos de los aliados durante la guerra. Esos artículos formaron la base de su primer libro: Destruction of Dresde (1963), que consiguió convertirse en un superventas.[cita requerida]
En la primera edición de la obra, Irving estimó que el número de muertos en Dresde como consecuencia del bombardeo fueron de entre 100 000 y 250 000, considerablemente más altas que las estimaciones anteriores. Tras la publicación de su libro, estas cifras llegaron a ser muy citadas. Sin embargo, en ediciones posteriores él mismo las revisó, y las redujo a 50.000-100.000. Los cálculos actuales las sitúan entre 25.000 y 35.000.
De acuerdo con pruebas presentadas en el juicio del 2000 contra Lipstad, Irving habría basado sus cifras en tres fuentes: el testimonio de un individuo que no presentó ningún tipo de pruebas, algunos documentos falsos y la versión de un urólogo del que Irving contó que era el jefe suplente de los servicios médicos de Dresde. Este habría protestado por haber sido malinterpretado por Irving y que él solo le había hablado de rumores acerca del número de muertes.

### Hurto en el apartamento de Irving (1963)
El éxito de ventas del libro no solo le permitió solucionar sus problemas económicos, sino que lo convirtió en una figura pública. En noviembre de 1963, tres individuos entraron en su apartamento con la excusa de que eran empleados de la empresa telefónica. Irving sospechó que había sido víctima de un acto ilegal. La policía arrestó ―entre otros― a Gerry Gable que admitió haber actuado con la intención de robar documentos privados «a fin de entregarlos a la policía de seguridad».
El caso rápidamente logró notoriedad, y fue recogido, entre otros, por el Daily Telegraph, el 17 de enero de 1964.
Irving consideró el asunto ―en su vídeo Ich komme wieder (‘Volveré’)― como la primera señal de que él «estaba siendo perseguido por algún motivo»
Después del éxito comercial del libro sobre Dresde, continuó escribiendo acerca de temas relacionados con el nazismo desde un punto de vista empatizante con esa ideología. En 1964, publicó su The mare's nest (‘El nido de la yegua’), una narración sobre las armas secretas nazis y las medidas para contrarrestarlas por parte de los aliados. En 1965, tradujo las Memorias del mariscal Wilhelm Keitel, y en 1967 publicó Accident: the death of general Sikorski (‘Accidente: la muerte del general Sikorski’), obra en la que apunta la hipótesis de que la caída del avión que causó la muerte del líder del gobierno polaco en el exilio en 1945 habría sido en realidad un asesinato ordenado por Churchill, con el fin de facilitar la entrega de ese país a la Unión Soviética. Asimismo, en 1967, publicó otras dos obras: The virus house (una narración acerca del programa alemán de energía nuclear) y The destruction of convoy PQ-17.[cita requerida]
En esta última publicación, responsabilizaba a Jack Broome, comandante de la escolta naval británica de las graves pérdidas que sufrió el citado convoy. En octubre de 1968 ―en medio de un gran debate público―, el excomandante demandó a Irving por injurias. En febrero de 1970, el Tribunal Superior de Londres pronunció un fallo en su favor, y condenó a Irving a pagar una compensación de 40.000 libras esterlinas de la época y a que se retirara el libro de circulación.[cita requerida]
En 1968, antes de la conclusión del juicio Broome, Irving publicó Breach of security, donde narraba la intercepción y lectura de mensajes secretos ―por los alemanes― desde y hacia la embajada británica en el Berlín de antes de la guerra.[cita requerida]
Con posterioridad al fallo del juicio, Irving se dedicó a escribir biografías. En 1971, publicó una traducción al inglés de las memorias del general Reinhard Gehlen; en 1973, The rise and fall of the Luftwaffe, una biografía de Erhard Milch, un general de la Luftwaffe; en 1977, The trail of the Fox (‘El rastro del Zorro’), una biografía del mariscal Erwin Rommel, en la que acusaba a los participantes en el atentado del 20 de julio de 1944 de traición, cobardía y manipulación. Alegando que Rommel no estaba complicado en el complot, acusaba a los demás de haberlo inculpado intencionalmente a fin de encubrir su propia culpabilidad y porque estaban celosos de sus éxitos militares. En opinión de Irving, Rommel habría sido fiel a Hitler hasta el final.[cita requerida]
Ya en esa época, Irving estaba investigando sobre su planeada próxima gran obra, una biografía de Hitler. En 1969, durante una visita a Alemania, se entrevistó con Robert Kempner (1899-1993), uno de los abogados estadounidenses de la acusación en los Juicios de Núremberg, con objeto de preguntarle «si los documentos oficiales de los Juicios de Núremberg habían sido falsificados» y le contó que iría a Washington para comparar las grabaciones con los textos con la finalidad de encontrar pruebas de que los documentos oficiales «habían sido manipulados y modificados».
Kempner informó por escrito a la FBI de esta conversación, indicando que Irving parecía ser «un joven que daba impresión de nerviosismo y dispersión mental» y que realizaba muchas afirmaciones antiestadounidenses y antijudías.
Al mismo tiempo, y posiblemente como consecuencia de la fama que había logrado con la publicación del libro acerca de Dresde y el juicio de Broome, logró aceptación entre sectores de la extrema derecha alemana y, a través de ellos, entró en contacto con supervivientes de la jerarquía nazi.
En una entrevista con el periodista Ron Rosenbaum, Irving los llamó «El círculo mágico» y expresó simpatía por ellos, agregando que consideraba que su trabajo era «limpiar el lodo» que él creía que había manchado injustamente la reputación de Hitler.

## Década de 1970

### Biografía de Hitler
En 1975, publicó en Alemania su Hitler und seine Feldherren (‘Hitler y sus generales’), obra que fue posteriormente (1977) publicada en inglés (Hitler’s war: ‘la guerra de Hitler’) y que era la primera parte de su biografía de Hitler. La segunda parte fue publicada como The War Path (‘el sendero de la guerra’), en 1978.
En la introducción a la edición alemana de Hitler und seine Feldherren, Irving atacaba la autenticidad del Diario de Anna Frank, alegando falsamente que un tribunal estadounidense había determinado que el diario era realmente una falsificación resultado de la colaboración de un guionista de películas y el padre de Anna Frank.
La intención autodeclarada de Irving en esa obra era «limpiar los años de mugre y desconchamiento de la fachada de un monumento silencioso y prohibido» a fin de revelar «al verdadero Hitler», cuya reputación habría sido calumniada por los historiadores.
Irving presentaba a Hitler como un político racional y normal, cuya única intención era aumentar la influencia internacional y la prosperidad de Alemania, pero que fue constantemente decepcionado y frustrado por la incompetencia y deslealtad de sus subordinados.
Adicionalmente, Irving hacía responsables a los líderes aliados ―especialmente a Winston Churchill― por la escalada hacia la guerra y ―citando a varios historiadores revisionistas tales como Harry Elmer Barnes, David Hoggan, y Frederick J.P. Veale― Irving alegaba que el Reino Unido habría tenido la responsabilidad primaria por el inicio de la misma.
Irving agregaba que la invasión de la Unión Soviética fue un acto de guerra preventiva, a la que Hitler fue forzado por Stalin. Irving argumentaba que la famosa Kommissarbefehl fue el resultado de esa necesidad y, consecuentemente, responsabilidad de Stalin.
Finalmente Irving aducía que Hitler no tenía ningún conocimiento de la política de la Solución Final alegando que los responsables (tanto en cuanto a la idea como a su desarrollo) habrían sido Heinrich Himmler y su luagarteniente Reinhard Heydrich.
A pesar de que la mayoría de los historiadores rechazaron esa hipótesis de la ignorancia e inocencia de Hitler,
Irving insistió mucho en la no existencia de ningún documento con la firma de Hitler que autorizara el asesinato masivo de los judíos y ofreció ―por algún tiempo― una recompensa de mil libras esterlinas a quien pudiera encontrar tal documento.

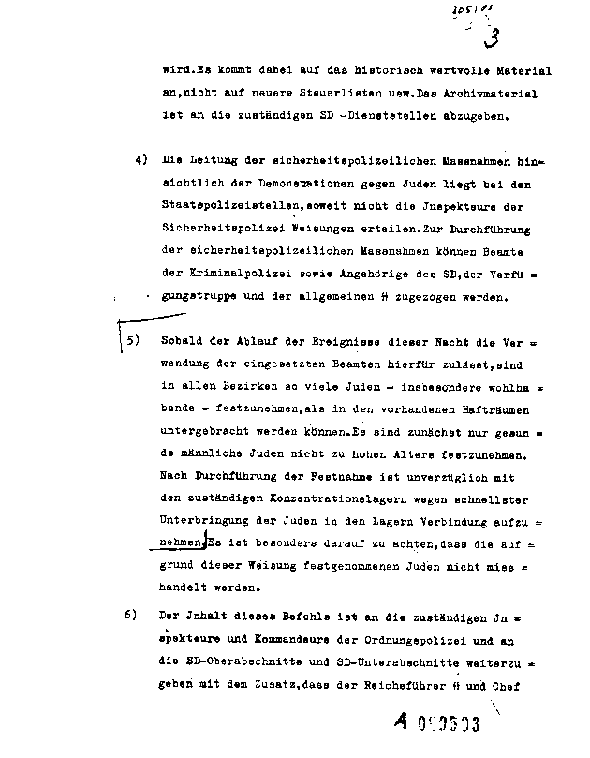
Página 3 del «Telegrama urgente (secreto)» (1:20 a. m, 10 de noviembre de 1938), firmado por Reinhard Heydrich, acerca de «medidas contra los judíos esta noche».

En una nota a pie de página en Hitler’s War, Irving presenta la tesis ―luego popularizada por Ernst Nolte― de que una carta escrita el 3 de septiembre de 1939 por Jaim Weizman a Neville Chamberlain prometiendo el apoyo de la Agencia Judía al esfuerzo de guerra aliado constituía «una declaración de guerra judía contra Alemania» y justificaba el «internamiento» de los judíos europeos.
Cabe advertir que en esa fecha, a consecuencia de la introducción de las Leyes de Núremberg, cientos de miles de judíos alemanes habían sido ya expulsados de Alemania o internados en un campo de concentración, tras haber sido previamente privados de su ciudadanía y de todos sus derechos y propiedades; lo que se intensificó a partir de la Kristallnacht en 1938.
El propósito de esos «campos de trabajo» ―a diferencia de los campos de exterminio― era la sobreexplotación hasta la muerte (Vernichtung durch Arbeit, en alemán) de los prisioneros por medio del agotamiento y la privación de todo tratamiento o ayuda médico.
En palabras de Oswald Pohl, director de la Oficina Central de Economía y Administración de las SS:

El comandante del campo es el responsable del uso de la mano de obra. El trabajo ha de ser extenuante en el verdadero sentido de la palabra a fin de obtener el máximo rendimiento. [...] No habrá límite de horas de trabajo. [...] Se prohíbe el derroche de tiempo en paseos y recreos con el solo propósito de ir a comer.

Los campos de concentración fueron construidos cerca de nudos de transporte, tanto para facilitar el transporte de la producción a donde fuera necesario como el de los posibles supervivientes a lugares en los cuales «medidas futuras puedan ser organizadas más fácilmente».
Adolf Eichmann aclara que esas «medidas futuras» eran el «exteminio físico» (op. cit).
El libro se convirtió rápidamente en un superventas. El crítico y autor estadounidense Gill Seidel resumía así la situación: «No es difícil explicar su atracción. El argumento central del libro se puede resumir en que «si Hitler hubiese tenido noticias del exterminio de los judíos, lo habría detenido. A los alemanes que no desean enfrentarse con su pasado, les resulta fácil persuadirse de que si Hitler no sabía, tampoco lo iba a saber el ciudadano de la calle».
El libro contiene numerosas omisiones, errores, interpretaciones erróneas e incluso contradicciones.
Por ejemplo, uno de los argumentos que Irving ofrece de la supuesta ignorancia y oposición de Hitler al asesinato de judíos es una orden telefónica ―el 30 de noviembre de 1941― de Himmler a Heydrich de que los judíos a bordo de un tren rumbo a Letonia no fueran asesinados «por orden de Hitler» según Irving.
El historiador Hugh Trevor-Roper apunta una contradicción en el argumento: si Hitler no sabía que los judíos estaban siendo asesinados, ¿por qué ordenó que los que iban en ese tren en particular no lo fueran?
Lucy Dawidowicz (una historiadora estadounidense) resolvió el misterio: a bordo de ese tren estaba el Dr. Jekelius, del que se creía que era el hijo de Vyacheslav Molotov ―comisario soviético de Asuntos Exteriores― que podría ser útil como rehén (la invasión de la Unión Soviética había comenzado algunos meses antes, en junio de 1941). Las notas de Himmler acerca de la orden no dicen que la recibiera de Hitler ―anulando el argumento de Irving― y parece que solo se refieren a ese Dr. Jekelius, estableciendo que no debía ser «liquidado».
En razón de todos esos errores y malas interpretaciones, Dawidowicz sugirió que Irving era un mero turiferario del Tercer Reich, con estándares académicos mínimos.
Añadía que no era apropiado aplicarle a Irving el término «revisionismo» porque el revisionismo es un procedimiento histórico legítimo, en tanto que Irving no tenía el derecho a llamarse historiador (ya fuera revisionista o no).
Sin embargo, el historiador Ian Kershaw consideró que el libro había tenido un resultado positivo. Por más que la mayoría de los historiadores hubieran rechazado las tesis centrales de Irving, el debate que originó habría estimulado la investigación sobre el período, especialmente sobre el papel que Hitler jugó en las decisiones acerca del Holocausto.
En 1978 Irving publicó The War Path, segunda parte de su biografía de Hitler, con una retórica y un punto de vista similar al de la primera parte. De nuevo varios historiadores señalaron numerosas omisiones, errores y malas interpretaciones. Sin embargo el libro se vendió bien, como sus otras obras, lo que permitió que Irving se comprara un Rolls Royce, suscribiera una hipoteca para comprar un apartamento en el prestigioso barrio londinense de Mayfair y llevara un ostentoso estilo de vida, con numerosos y abiertas relaciones extramatrimoniales ―que el mismo detalló en una autobiografía―. lo que terminó ocasionando ―en 1981― el fin de su matrimonio.

## Década de 1980
En 1982, Irving comenzó a vivir con la modelo danesa Bente Hogh.
Hasta fines de la década de 1980, parece que Irving habría estado tratando de mantener un «equilibrio» entre su deseo de ser aceptado como historiador respetable y el afán de desarrollar abiertamente su visión.
Sus principales ideas eran que la decisión británica de declarar la guerra a la Alemania nazi había constituido un gran error y ―desarrollando la tesis introducida en Hitler’s war acerca del significado de la falta de órdenes escritas por Hitler acerca de la Solución Final― la alegación de que tal falta demostraba que no hubo Holocausto, que los aliados han usado «documentos falsos a fin de humillar al pueblo alemán», así como que, mientras que el Holocausto era solo «un ejercicio de propaganda», tanto los Aliados como el Eje eran igualmente culpables de crímenes de guerra.
Sin embargo, con posterioridad a su publicación del Informe-Leuchter, Irving fue cada vez más sincero acerca de sus opiniones, especialmente en cuanto a su afirmación de que el Holocausto era un mito, lo que lo condujo a integrarse cada vez más en los circuitos de conferencias abiertamente neonazis de Alemania y otros países.
La intención declarada de Irving en sus discursos en esos circuitos habría sido la de «guiar a los hombres jóvenes en la dirección correcta». Irving a menudo declaraba su creencia de que las mujeres existían para «ciertas tareas: básicamente, producir varones».

### Biografía de Churchill
A mediados de 1980 Irving no había conseguido publicar desde hacía varios años un libro de éxito y ―como consecuencia de su nivel de vida y de la financiación de sus investigaciones― se encontró en dificultades financieras.
En 1981 había publicado la Guerra entre los generales, donde presentaba una visión de las acaloradas disputas y desencuentros que en opinión de Irving habían caracterizado al Alto Mando aliado en el frente occidental, junto con rumores e infundios acerca de la vida privada de los generales. También en 1981 publicó Uprising, una narración del alzamiento anticomunista de Hungría en 1956, de acuerdo con la cual esa revuelta habría sido «primariamente una revuelta antijudia», partiendo del supuesto de que el régimen comunista era una dictadura judía que oprimía a los gentiles.
Finalmente, Irving escribió una biografía de Winston Churchill ―Churchill’s war, publicada en 1987― en la que lo acusaba de corrupción, racismo, alcoholismo, de ser un lacayo de los intereses sionistas, de «vender el Imperio británico» y de «enfrentar a Gran Bretaña con su aliado natural, Alemania».
Ninguna de esas obras se vendió bien, a pesar de la publicidad generada por las controvertidas y provocativas sugerencias contenidas en ellas.
Parece que Irving llegó entonces a la conclusión de que su vida como escritor había llegado a su fin. Así, Irving comenzó en 1982 a tratar de unificar los varios grupos neonazis de Gran Bretaña en una organización llamada Focus, en la que él mismo jugaría un papel central.
Irving se consideraba a sí mismo un «fascista moderado» que ―como líder de Focus― llegaría a ser primer ministro británico.
El intento fracasó debido a problemas financieros.
A pesar de su proclamada moderación, Irving tenía sobre la pared una copia del «Discurso de la Profecía» de Hitler, en el que este pronosticaba ―el 30 de enero de 1939― que si «los financieros judíos comenzaban otra guerra mundial [...] la raza judía sería aniquilada en Europa».
Tras el fracaso de Focus ―septiembre de 1983― Irving asistió por primera vez a una conferencia del grupo negacionista Institute for Historical Review, lo que hasta ese momento se había negado a hacer por motivos prácticos: «Esto es por mi parte pura y simple realpolitik. Ya estoy peligrosamente expuesto y no me puedo permitir el lujo de sufrir ataques dirigidos a otros».
En esa conferencia Irving no negó que el Holocausto hubiera existido pero, aparte de compartir el estrado con quienes lo hacían, se manifestó impresionado con sus argumentos.
En ese momento el mensaje central de Irving era que Hitler no sabía del Holocausto «porque estaba muy ocupado como soldado» y que Gran Bretaña había «cometido un gran error» al declarar la guerra a Alemania en 1939, dado que «como resultado de esa decisión Gran Bretaña entró en un declive irremediable».
A partir de la buena acogida que sus comparecencias recibieron, Irving comenzó a dar conferencias en círculos de extrema derecha, tanto en Estados Unidos como Alemania. Durante ellas su discurso se endureció y llegó a ser cada vez más provocador.
Por ejemplo, empezó a afirmar que los judíos no habían sido víctimas de una política de exterminio por parte del estado alemán o de Hitler, sino más bien de «criminales desconocidos»,
Irving llegó a decir, primero, que los aliados eran los «responsables circunstanciales de sus muertes [...] Creamos deliberadamente las condiciones del caos en Alemania. Deliberadamente creamos las epidemias, las plagas de tifus y otras enfermedades que condujeron a esas terribles escenas que fueron especialmente dramáticas en áreas de hacinamiento, los campos de concentración, [...] Fue simbólico de la hipocresía existente al final de la guerra que escogiéramos esas terribles fotografías, que por supuesto eran buena televisión, como se dice estos días, buena prensa; eran fotogénicas esas escenas, esos montones de cuerpos. Las tomamos como prueba de que la guerra había sido una guerra justa».
Incluso llegó a sugerir que «algunos» de los documentos que daban fe de los hechos eran falsos, para finalmente no solo negar directamente que los nazis hubieran asesinado sistemáticamente a sus víctimas durante la guerra sino incluso afirmar que «Hitler fue el mejor amigo que los judíos tuvieron en el Tercer Reich».
Todo ello terminó por dar lugar a que la organización alemana Deutsche Volksunion (DVU) ―que organizaba sus viajes en ese país― cancelara sus contratos con Irving, temiendo posiblemente que las afirmaciones de este ocasionaran la prohibición de la DVU.
En 1986 Irving viajó a Canadá a dar una serie de conferencias que no fueron bien acogidas hasta que Ernst Zündel ―un muy notorio negacionista del Holocausto― comenzó a promoverlas tras un acuerdo con Irving.
En consecuencia, Irving y Zundel llegaron a ser buenos amigos, lo que finalmente llevó a la participación de Irving en uno de los juicios contra Zundel por negar el Holocausto (ver más abajo).

### Los «Diarios» de Hitler
En 1983 apareció la famosa falsificación de los Diarios de Hitler. Irving, de entrada, los rechazó, basándose en que él había comprado con anterioridad material ―mucho del cual era falso― al «descubridor» de los diarios.
Durante ese período Irving acudió a boicotear una conferencia de prensa que el historiador Hugh Trevor Roper había convocado ―25 de abril de 1983― para denunciar los supuestos diarios como falsos, acusando a Trevor Roper de creer que eran genuinos. Al día siguiente Irving apareció en un programa televisivo en el que se declaró orgulloso de la «estela de caos» que había ocasionado en la conferencia de prensa, de la publicidad que le había granjeado y especialmente de «la humillación» que había infligido a Trevor Roper.
Sin embargo, una semana después ―el 2 de mayo de 1983― Irving cambió de opinión, declarando que los diarios eran, después de todo, genuinos.
Una de las principales razones para ese cambio de opinión fue que los supuestos diarios no contenían ninguna mención de la política de Solución Final o del Holocausto, apoyando su idea de que Hitler no conocía tales acontecimientos.
Poco tiempo después se demostró definitivamente que los supuestos diarios eran una falsificación. Irving cambió nuevamente de opinión y llamó a una conferencia de prensa en la que declaró haber sido el primero en denunciarlos como falsos, a lo que un periodista agregó que había sido también el último en considerarlos genuinos.
En declaraciones posteriores Irving hizo hincapié en su postura original, sin mencionar lo demás.

### Juicio de Zundel
En enero de 1988 Irving viajó a Toronto a petición de la defensa y como testigo-experto en el juicio contra Ernst Zündel por negar el Holocausto. El asunto sobre el cual Irving daría testimonio era su afirmación de que Hitler no conocía ―por lo menos hasta octubre de 1943― el genocidio y que «lo que llaman el Holocausto» fue el resultado de atrocidades y crímenes individuales, y no de una política sistemática.
Durante ese período Irving entró en contacto con Robert Faurisson y con Fred A. Leuchter, un sedicente ingeniero y experto en ejecuciones, que aceptó actuar como «testigo experto» para la defensa.
Basado en un estudio de los residuos de cianuro en fragmentos de las paredes de los edificios en los cuales se exterminaba a los prisioneros Leuchter proclamó que tal exterminio no podía haber ocurrido: la cantidad de veneno presente no sería capaz de matar ni a un piojo, por lo tanto, no podría haber causado la muerte de un ser humano.
Leuchter empezaba por señalar que:

La dosis requerida para una fumigación era de 3200 partes por millón (ppm), o un volumen total de 0,32 % de HCN. Treinta y una muestras fueron tomadas selectivamente de las supuestas cámaras de gas en los Kremas I, II, II IV y V. Una muestra de control fue extraída de la instalación de despiojamiento n.º 1 en Birkenau. La muestra de control fue recogida en una cámara de despiojamiento en la que se sabía que se había usado cianuro y cuya presencia se advertía patentemente bajo el aspecto de manchas azules. Los exámenes químicos de la muestra n.º 32 mostraban un contenido de cianuro de 1050 mg/kg, una concentración muy elevada. Las condiciones en las áreas en las cuales tales muestras fueron tomadas eran idénticas a las de la muestra control: frío, oscuridad y humedad. Solamente los Kremas IV y V diferían en eso, en el sentido de que recibían luz solar (los edificios fueron demolidos) y esa luz podría haber acelerado la destrucción del cianuro combinado. El cianuro se combinaba con el hierro del mortero del cemento y de los ladrillos y se transformaba en ferrocianuro, o pigmento azul de Prusia, un complejo muy estable de hierro y cianuro. [...] Es notable que casi todas las muestras hayan presentado un resultado negativo y que las pocas muestras positivas estuviesen muy próximas al nivel de detección (1 mg/kg); 6,7 mg/kg en el Krema I). La ausencia de niveles significativas en cualquiera de los locales examinados, en contraposición con la lectura de la muestra de control que acusaba un nivel de 1050 mg/kg, apoyaría la tesis de que tales instalaciones no funcionaron como cámaras de gas para ejecuciones. Las pequeñas cantidades detectadas indicarían que en algún momento aquellas instalaciones fueron desinfectadas con Zyklon-B como lo eran todos los edificios y construcciones de esas instalaciones.
Frederick A. Leuchter, Jr.

Irving comentó al respecto:
«El punto central del testimonio de Leuchter era que no había residuos significativos de cianuro en los ladrillos. Eso me convirtió. Cuando leí el informe en los tribunales en Toronto, me convertí en un no creyente duro».
A consecuencia de lo anterior, Irving llegó a la conclusión de que «el Holocausto es un mito» y agregó que él se veía a sí mismo como «dirigiendo una intifada de un solo hombre» contra la idea de que había habido un Holocausto.
Posteriormente (en 1999) Irving le dijo al autor británico D.D. Guttenplan que (el juicio de) Zundel lo había convencido de que el Holocausto no había tenido lugar.
En el juicio mismo Irving declaró que: «No creo que hubiera una política general del Reich para matar a los judíos. Si la hubiera habido, ellos habrían muerto y no habría ahora tantos millones de supervivientes. Y créame que me siento feliz por cada superviviente que hubo».
Tras el juicio, en 1989 Irving publicó el Informe de Leuchter en el Reino Unido bajo el título de Auschwitz. The End of the Line: The Leuchter Report (‘Auschwitz, el fin de la línea, el informe Leuchter’) y escribió su prólogo. En ese prólogo ―además de alabar la escrupulosidad e integridad de Leuchter― Irving escribía: «A nadie le gusta ser estafado, y aún menos cuando están en juego considerables sumas de dinero».
La supuesta estafa serían las reparaciones por el Holocausto ―sumando un total de 3000 millones de marcos― que la República Federal Alemana pagó a Israel entre 1952 y 1966. Irving las describió como consistiendo «esencialmente en un pago de expiación por las cámaras de gas de Auschwitz» basado en «un mito que no moriría fácilmente».
En un panfleto publicado en Londres el 23 de junio de 1989 Irving proclamó un «anuncio transcendental». Escribiendo acerca de sí mismo en tercera persona, declaraba que: «Él se ha puesto a la cabeza de un creciente grupo de historiadores a nivel mundial, que actualmente son escépticos acerca de la idea de que en Auschwitz y otros campos hubiera “fábricas de la muerte”, en las que millones de personas inocentes hubieran muerto gaseadas».
Vanangloriándose de haber denunciado la falsificación de los diarios de Hitler «antes que otros», Irving escribía «ahora él afirma lo mismo acerca de las infames cámara de gas de Auschwitz, Treblinka y Majdanek. No existieron ―nunca― excepto quizás como invenciones fruto del brillante Ejecutivo de Guerra Psicológica británico». El panfleto concluía: «Los mismos supervivientes de Auschwitz son testimonio de la ausencia de un programa de exterminio».
La aparición de esas publicaciones suscitó tal escándalo en Inglaterra, que el asunto se debatió en el Parlamento del Reino Unido, que adoptó una moción que denunciaba a Irving como «propagandista nazi y reiterado apologista de Hitler» y al libro mismo como «una publicación fascista».
Y el diario The Times editorializó que Irving «es un hombre para quien Hitler es algo próximo a un héroe [...] y para quien Auschwitz es un engaño judío».
En respuesta, Irving publicó una declaración de prensa en la que desafiaba a los diputados que lo habían criticado: «Yo entraré en las cámaras de gas y ustedes y sus amigos pueden arrojar dentro Zyklon B de acuerdo con los bien conocidos procedimientos y condiciones. Les garantizo que no estarán satisfechos con el resultado».
El caso es que todo estaba basado en la premisa de que los residuos de cianuro en las paredes de las cámaras de gas no mostraban una concentración suficiente para siquiera matar a un piojo, con la implicación de que obviamente no sería suficiente para matar a una persona. Sin embargo, Leuchter o no mencionó que la concentración de cianuro gaseoso en el aire necesaria para matar a un ser humano es de 300 ppm durante 20 minutos, mucho menor de la necesaria para matar a un piojo (1700 ppm durante un período de entre 20 y 25 horas), como el manual de uso del producto y todas las obras estándar de toxicología establecen, algo que, consecuentemente, cualquier experto habría debido saber.
Años después, en el curso del juicio contra Lipstadt y otros, Irving se vio forzado a reconocer que el informe estaba equivocado. En palabras del juez: «También he descrito las concesiones de Irving en relación al Informe Leuchter: ver párrafo 7.89. Irving había expresado previamente el punto de vista de que las conclusiones del informe eran irrefutables. En el juicio, como se ha visto, reconoció sin demasiadas protestas que la gran mayoría de las conclusiones de Leuchter eran erróneas y que el informe era un fiasco».

### Biografía de Göring
En 1989 Irving publicó una biografía del mariscal Hermann Göring, en la que describió al ministro de Economía del Reich, y encargado de las empresas en los países conquistados a través del Reichswerke, como un incapaz adicto a las drogas, que estaba más interesado en su propia riqueza y en los placeres personales que en llevar a cabo su trabajo dentro del régimen. Irving minimizaba cualquier responsabilidad de Göring, especialmente en relación con el Holocausto, dando la visión de un «gordo jovial», junto con muchos detalles e incidentes de menor importancia, incluyendo documentos que sugerían que Göring personalmente desaprobaba o encontraba desagradables los crímenes nazis, incluyendo la persecución de los judíos.[cita requerida]

## Década de 1990

### Evolución a la provocación y la estridencia
A partir de la polémica generada por su publicación del Informe-Leuchter, Irving comenzó a adoptar posiciones cada vez más extremas.
En enero de 1990 Irving afirmó en una conferencia en Alemania que solo 30 000 personas habían muerto en Auschwitz entre 1940 y 1945, todas de causas naturales ―número igual, en su opinión, al promedio típico de muertes causada por un bombardeo aéreo aliado―.
Añadía además: «Afirmo lo siguiente: no hubo cámaras de gas en Auschwitz, solo maquetas construidas por los polacos en los años de posguerra».
El 21 de abril de 1990 repitió el discurso, lo que ocasionó que en julio de 1990 fuera juzgado y encontrado culpable por negación del Holocausto.
Fue condenado a pagar una multa de 7000 marcos. Irving apeló, y su multa fue aumentada ―en mayo de 1992― a 10 000 marcos por repetir y agravar sus afirmaciones en el curso del juicio.
En 1991, en un discurso en Hamburgo (Alemania), Irving afirmó que pronto se demostraría como falso «este mito de los asesinatos en masa de judíos en las fábricas de la muerte de Auschwitz, Majdanek y Treblinka [...] que en realidad nunca tuvieron lugar». En otro ―también en 1991 pero en Canadá― predijo que, para 1993, el «engaño» (hoax) estaría totalmente desacreditado y agregó: «Gradualmente la verdad se esparce por Alemania. En dos años a contar desde ahora, los historiadores alemanes aceptarán que tenemos la razón».
En otro discurso en 1991, Irving declaró que: «El ridículo por sí mismo no es suficiente, hay que añadir descortesía. Hay que decirlo [...] estoy formando una asociación especialmente dedicada a todos aquellos mentirosos que tratan de convencer a la gente de que ellos estuvieron en campos de concentración. Se llama los Sobrevivientes de Auschwitz, Sobrevivientes del Holocausto y otros mentirosos o sashom
No se puede ser más duro que eso, pero hay que ser descortés porque esa gente se merece nuestro desprecio».
En otro discurso ―en 1994― Irving se lamentó de la persistencia de la creencia «en el cuerpo putrefacto» y «la conveniente leyenda» del Holocausto. En 1995 afirmó que el Holocausto era un mito inventado por la «cábala judía internacional» para servir a sus propios intereses.
En todo caso, Irving mantenía, sin embargo, una cierta ambivalencia, dependiendo de a quién se dirigía. En una entrevista con el escritor estadounidense Ron Rosenbaum a principios de los años noventa Irving dijo que deseaba ser mirado como un historiador respetable, que lamentaba tener que asociarse con grupos antisemitas y que se disociaría de esos grupos llenos de locos (“cracked individuals”) en cuanto fuera aceptado.
En una carta de 1993, Irving escribía que su «vida era maravillosa» hasta que Zundel lo envolvió en el movimiento negacionista cuando actuó como testigo en su causa: «no cometería el mismo error nuevamente».
En una entrevista en una radio australiana ―en julio de 1995― Irving aceptó que cuatro millones de judíos habían muerto durante la guerra, pero que esto se había debido a las terribles condiciones sanitarias de los campos de la muerte, y no a una política organizada, lo que le llevó a una discusión pública con otros negacionistas que no tenían problema en insistir en que ningún judío había muerto en el Holocausto 
En otra entrevista ―en el diario The Guardian (de Londres)― Irving declaró que: «Los judíos son los arquitectos de su propia desgracia. Pero eso es la versión corta de la A a la Z. Entre A y Z hay otras 24 letras intermedias».

### Fracaso de la publicación de una biografía de Goebbels
En 1992, Irving firmó un contrato con la editora Macmillan para escribir una biografía de Joseph Goebbels, que se titularía Goebbels: Mastermind of the Third Reich. Sin embargo, obedeciendo a noticias de que Irving podría haber «editado selectivamente» una versión completa de los diarios de Goebbels recientemente descubierta en Moscú, Macmillan canceló el acuerdo.
Irving había examinado esos documentos después de su descubrimiento por Elke Fröhlich, la cual había trabajado como investigadora para Irving con anterioridad.
Durante su estancia en Moscú, Irving logró tener acceso a algunos microfilms que contenían 90 páginas, previamente desconocidas, de esos diarios. A pesar de que Irving obtuvo acceso a ellas solo para traducirlas al inglés, las «cogió» del archivo. Posteriormente Irving aceptó haber actuado ilícitamente pero justificó su acción con el argumento que no había roto ningún acuerdo (de no «coger» material) y porque de otra forma «el material podía perderse para siempre».
Algunos historiadores alegaron que la acción ―aparte de su ilegalidad― ponía en riesgo el material y que cualquier posible daño era tanto irreparable como inconmensurable ―dado que nadie sabía con certeza en qué condiciones estaba antes de su remoción y transporte desde Moscú a Londres―.
En 1995, St Martin’s Press, una casa editorial de Nueva York aceptó finalmente publicar la biografía de Goebbels.
Pero en marzo de 1996, atendiendo a denuncias generalizadas de antisemitismo en la obra, la empresa canceló el acuerdo.
Esto dejó a Irving en una situación financiera muy precaria ―atrasándose incluso en el pago de su hipoteca― y con una gran necesidad de publicidad positiva a fin de reconstruir su reputación como historiador polémico pero responsable.

### El juicio por calumnias contra Lipstadt y otros
El 5 de septiembre de 1996, Irving inició un proceso contra Deborah Lipstadt y Penguin Books, casa editora en Inglaterra de Denying the Holocaust, obra de Lipstadt.
En su libro, Lipstadt había tachado a Irving de negador del Holocausto, de falsificador (de los hechos históricos) y de prejuicioso, agregando que Irving había manipulado y distorsionado documentos.
Adicionalmente, en la prensa y en el juicio mismo ―pero no en el documento oficial de denuncia― Irving alegó la existencia de una campaña internacional para silenciarlo, organizada por los «tradicionales enemigos de la verdad».

#### Acusación
En el primer alegato de acusación Irving argumentó que el juicio no debería versar acerca de los sucesos (específicamente, que no debería tratar acerca de lo que «ellos llaman el Holocausto») sino acerca de si Irving cometió o no los actos ―y con la intención― que se alegaba: «Para justificar sus alegatos de manipulación y distorsión, no será suficiente que la profesora Lipstadt demuestre, si es que puede, que describí mal lo que sucedió, sino lo siguiente: que yo sabía lo que había sucedido y que yo, perversa y deliberadamente, con el fin que fuera, lo describí de forma diferente a lo que yo sabía que había sucedido. [...] Eso es lo que manipulación y distorsión significa y el otro aspecto, la historia de lo que realmente sucedió, a pesar de ser fundamental, no viene al caso. En efecto, esta investigación no debería salir de las cuatro paredes de mi estudio: debería mirar a los papeles que estaban frente a mí ―y no frente a algún otro estudiante o investigador, magníficamente financiado― y al manuscrito que entonces redacté, con la base de mis propios y limitados recursos».
Irving procedió a aducir que a consecuencia de las acciones de los acusados, él había sufrido un grave daño financiero: «Por virtud de la acción de los acusados, y de la de aquellos que la financian y guían su mano, he visto, desde 1996, a un temeroso editor tras otro alejarse de mí, rehusando reimprimir mis trabajos, rehusando hacerme nuevos encargos y dándome la espalda cuando me acerco».

#### Defensa
La defensa argumentó «justificación», es decir, que el caso consistía en que Irving ofreció una interpretación sesgada y perversa de los hechos históricos. Para sustentarlo la defensa se centró en tres aspectos: A) Dada la información disponible ―incluso para Irving― acerca del Holocausto, no era posible interpretarlo como no habiendo sucedido. B) Irving había distorsionado deliberadamente información en sus libros de historia. C) Irving se había asociado libre y conscientemente con grupos extremos de tal forma que había dañado su propia reputación.
La defensa llamó a testimoniar a varios expertos: Richard J. Evans, profesor de Historia Moderna en la Universidad de Cambridge, Charles Browning, historiador estadounidense del Holocausto, Hajo Funk, profesor de Política y Cultura alemanas, Peter Longerich, historiador alemán y Robert Jan van Pelt, experto neerlandés en arquitectura.
Van Pelt presentó un informe demostrando que los campos de la muerte habían sido diseñados, construidos y utilizados con el propósito del asesinato en masa. En ese informe Van Pelt analizaba y describía como Irving no solo tuvo acceso a los documentos ―de hecho, había descubierto algunos de ellos― y hechos relevantes del Holocausto sino que distorsionó, malinterpretó y suprimió a su antojo parte de esa información a fin de apoyar lo que Irving mismo llamó ―en un fax a su colega negacionista Faurisson― «nuestros verdaderos argumentos». Eso demostraría que la alegación de Irving ―de haber llegado legítimamente a conclusiones, erróneas o no, a partir de los pocos documentos de que disponía― era falsa.
Browning testificó acerca de la realidad del Holocausto, Hajo Funke acerca de los lazos de Irving con los neonazis alemanes mientras Longerich lo hizo acerca del papel central que Hitler jugó en la creación de una política de persecución y exterminio conscientes de los judíos, lo que habría sido necesario desechar e ignorar en su totalidad para formular la tesis de la ignorancia e inocencia de Hitler acerca del resultado de tales políticas y actitudes.
El testimonio de Evans se concentró en el valor de los métodos de trabajo de Irving. Evans proporcionó una lista minuciosa ―abarcando la totalidad de la obra de Irving― de omisiones, distorsiones e interpretaciones sin justificación que le llevaban a la conclusión de que:

Ninguno de los libros, discursos o artículos (de Irving), ni un párrafo ni una frase de cualquiera de ellos, puede ser tomada sin recelo como una representación fiel de la realidad histórica. Todos ellos carecen completamente de valor como historia, dado que no se puede confiar en que Irving dé en ninguna parte, en ninguno de ellos, una versión fiable de lo que está hablando o escribiendo [...] si entendemos por historiador alguien que está interesado en descubrir la verdad acerca del pasado y en dar una representación tan aproximada a los hechos como sea posible, entonces Irving no es un historiador.

#### Conclusiones y veredicto
Se demostró que había tergiversado deliberadamente la evidencia histórica para promover la negación del Holocausto. La corte inglesa descubrió que Irving era un activo negacionista del Holocausto, antisemita y racista, que "por sus propias razones ideológicas tergiversó y manipuló de forma persistente y deliberada la evidencia histórica". Además, la corte encontró que los libros de Irving habían distorsionado la historia del papel de Hitler en el Holocausto para representar a Hitler bajo una luz favorable.  

13.159. ¿Cuál es la importancia de estos cambios en la postura de Irving respecto a la cuestión de la que me estoy ocupando ahora, los motivos de Irving? Considero que los demandados pueden justificadamente decir que la disposición de Irving a renunciar a puntos de vista que había adoptado en lo que ha escrito o dicho sobre aspectos importantes del Holocausto demuestra su disposición a hacer afirmaciones sobre la era nazi que, como ha de reconocer, no concuerdan con las pruebas disponibles. También considero que tiene fundamento la alegación de los demandados de que el que Irving se retractara de algunas de las concesiones hechas cuando se tuvo que enfrentar a las pruebas de los demandados, demuestran una disposición a adherirse a su versión preferida de la Historia, incluso aunque no esté apoyada por pruebas.

13.167. Las acusaciones que he concluido que son sustancialmente verdad incluyen las acusaciones de que Irving, debido a razones ideológicas, ha tergiversado y manipulado persistente y deliberadamente pruebas históricas; que por las mismas razones ha dado una imagen incondicionalmente favorable de Hitler, principalmente en relación a su actitud hacia los judíos y su responsabilidad en el trato que recibieron; que es un activo negador del Holocausto; que es un antisemita y un racista y que está vinculado a extremistas de derecha que promueven el neonazismo. Considero que las acusaciones contra Irving que han sido probadas como ciertas son de suficiente gravedad como para que esté claro que el fallo en probar la verdad de las cuestiones expuestas en el párrafo 13.165 no tiene un efecto material sobre la reputación de Irving.

13.168. Por tanto, la defensa por justificación es válida.

y

14.1. Se sentencia a favor de los demandados.
El juez Gray (2000)

## Década de 2000: consecuencias del juicio contra Lipstadt, transformación en persona non grata y arresto

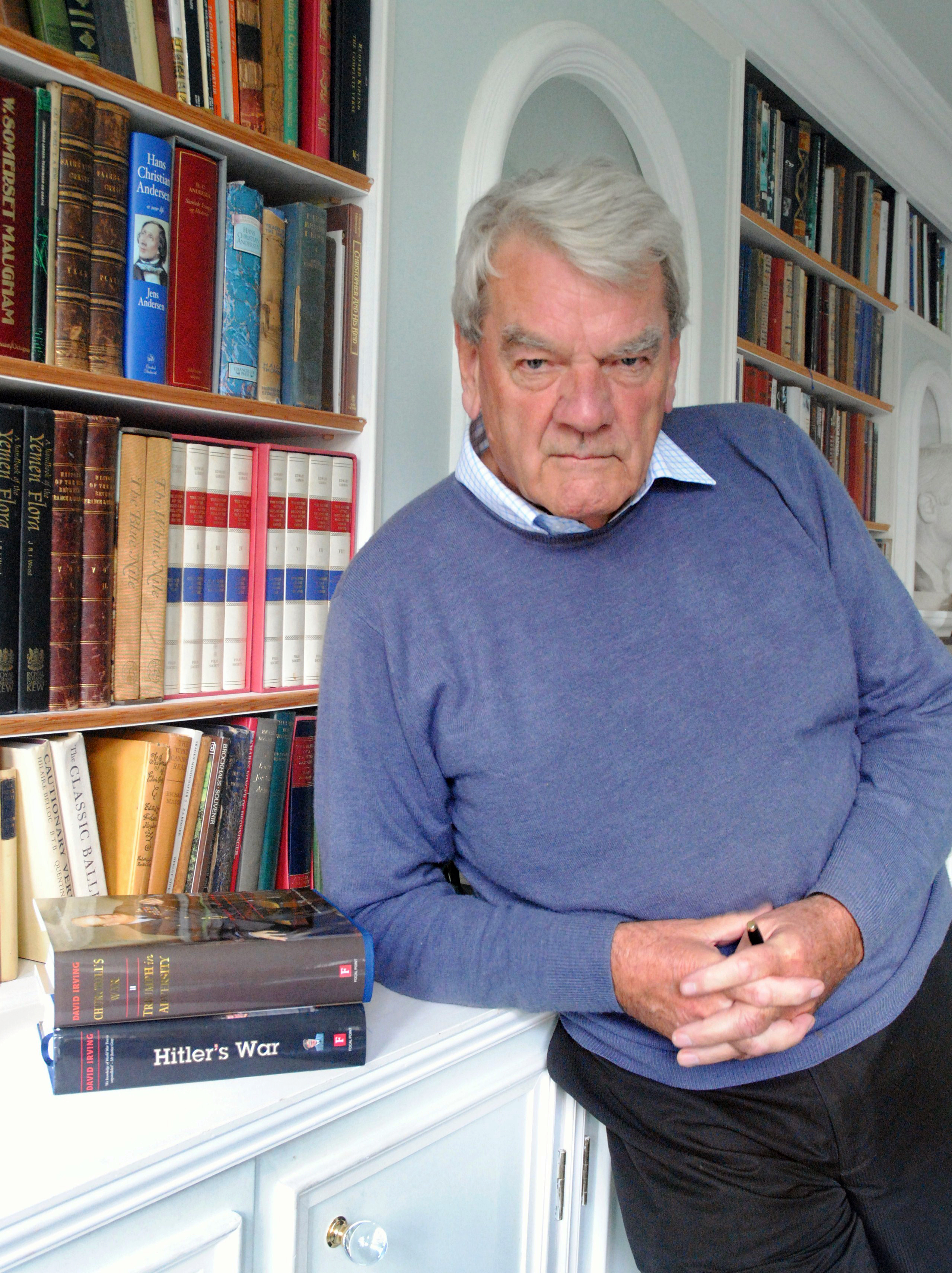
Irving en 2012.

Aun cuando el juicio de Irving contra Lipstadt se inició en 1996, no concluyó hasta abril del 2000 y, posteriormente, Irving apeló la sentencia, apelación que a su vez fue rechazada en abril del 2001. Las consecuencias de todo ello, calificadas de devastadoras en la prensa, no se hicieron patentes por completo hasta la primera década del nuevo siglo.

### Consecuencias
Irving no solo perdió el caso, sino que además debió pagar las costas del mismo, estimadas en 2 millones de libras esterlinas (sobre tres millones de dólares de la época). Al no poder hacer ese pago, fue forzado, en 2002, a declararse en bancarrota.
Quizás incluso peores fueron para Irving las consecuencias para su reputación como escritor de temas históricos. Con anterioridad había sido generalmente considerado como muy polémico, pero escrupuloso, con un conocimiento detallado y profundo de lo que se traía entre manos, incluso por aquellos que no compartían sus opiniones o dudaban de sus métodos y conclusiones. Así, por ejemplo, el historiador Hugh Trevor-Roper (el mismo al que Irving se había jactado de humillar en público) escribió en 1977 que «puedo elogiar muy encomiásticamente la incansable y meticulosa dedicación [de Irving]». A. J. Taylor lo calificó, en 1978, de autor «de dedicación sin igual», con «atención al detalle» y buena erudición (good scholarship) en cuanto al trabajo de archivo. En 1979, Paul Addison lo describió como «un coloso de la investigación».
Esa reputación había comenzado ya a sufrir debido a su cada vez más abierta negación del Holocausto y su estrecha asociación con círculos pronazis. Por ejemplo, en la primera edición (1985) de The Nazi Dictatorship de Ian Kershaw, este historiador califica a Irving de «historiador alternativo» (maverick). En la cuarta edición, en el año 2000, Irving es presentado como un escritor histórico que habría usado la provocación en su finalidad de proporcionar una disculpa para el papel de Hitler en la Solución Final.
El resultado del juicio resultó devastador para esa reputación. En palabras de John Keegan, historiador militar, en un artículo en el diario The Daily Telegraph de abril del 2000, «esta es la parte del resultado que va a abrir heridas. El Sr. Irving, quizás porque abandonó la Universidad de Londres sin haber obtenido una graduación, está sumamente interesado en ser reconocido por otros como historiador académico. No es suficiente para él recibir elogios de profesores acerca de su habilidad en descubrir documentos perdidos o en encontrar olvidados supervivientes de los tribunales de Hitler. Esas son cosas que hacen los periodistas. Él desea ser alabado por sus notas, por sus exégesis, por sus bibliografías, por lo que los historiadores llaman “el entramado”».
Incluso MacDonald, testigo por la acusación, que declaró que le había preocupado el testimonio de Evans, pero que había aceptado la afirmación de Irving de que él podía demolerlo en la sala, concluía: «En consecuencia, percibí que él (Irving) estaba jugando de acuerdo a las reglas académicas. Sin embargo, el juez claramente estuvo de acuerdo con Evans en que Irving realmente había incurrido en malas prácticas (malfeasances) académicas, y no tengo razón para dudar, en esa materia, de su juicio».
Otros historiadores han sido menos circunspectos. Considerando no solo la incapacidad de Irving de aceptar o tomar en cuenta la totalidad de las evidencias sino sus intentos de justificar tal posición, J.R. Dunn ―exeditor de la Enciclopedia militar internacional― observa: «¿Consideró Irving esas cuestiones en algún momento, antes de avanzar sus conclusiones? Las actas no parecen demostrar que fuera así, a pesar de que él tenía que saber que tal evidencia existía y lo que significaba. Si ese es el caso, él mintió. Mintió acerca de lo que sabía. Mintió acerca de los hechos. Mintió acerca de las consecuencias de esos hechos».
Por su parte, Eugene Holman acusa a Irving de incompetencia y deshonestidad y Bruno Hernández Piché lo incluye en «los bajos fondos de un submundo habitado por seres que profesan una escalofriante demencia pseudoacadémica: los “Holocaust deniers” (‘negadores del Holocausto’), una nebulosa cofradía de profesionales de la falsificación y la ignominia».
Con posterioridad, en septiembre de 2004, el gobierno de Nueva Zelanda anunció que no se permitiría la entrada de Irving en el país, donde había sido invitado a pronunciar una serie de discursos.
Eso se sumó a la prohibición de entrar en Alemania, Italia y Canadá, aparte de la dificultad práctica de hacerlo en Francia, país en el que tiene una orden de arresto pendiente por infracción de la Ley Gayssot, y Austria, donde igualmente pesaba sobre él otra orden de arresto desde 1989, por infracción del Verbotsgesetz (Estatuto de Prohibición) por negar la existencia de las cámaras de gas y el Holocausto.
Sin embargo, tras varias tentativas frustradas de entrar tanto en Nueva Zelanda como Canadá, Irving decidió viajar a Austria, donde fue arrestado en noviembre del 2005. Irving fue declarado culpable de «trivializar, minimizar y negar el Holocausto», siendo condenado a tres años de cárcel, de los cuales cumplió uno, siendo liberado en diciembre de 2006 y expulsado de Austria con prohibición de volver al país.
Vuelto a Inglaterra, Irving declaró que «no sentía ninguna necesidad adicional de disculparse» por sus opiniones.
En 2009 Irving entró en contacto con el obispo católico lefebvriano británico Richard Williamson (n. 1940), que en febrero de 2009 fue expulsado de Argentina por negar el Holocausto, elogiar al negacionista Ernst Zündel, etc.
Según Irving, Williamson habría entrado en contacto con él para solicitarle consejos acerca de «la mejor manera de presentar sus teorías sobre el Holocausto sin generar polémica». El Sr. obispo posteriormente hizo pública una declaración de disculpa, calificada en su día como tan «a medio sentir, tan incompleta [so gauche], que solo condujo a empeorar la situación. El viernes la Santa Sede rechazó la disculpa como inadecuada». La actitud posterior del obispo ha sido descrita como la de «esperar que la tormenta pase». (op. cit).
A partir de ese año Irving, explicando que tenía que ganarse la vida, se dedicó a vender parafernalia de Hitler en Internet.
En los últimos tiempos Irving se ha dedicado a organizar tours en la Wolfsschanze (‘guarida del lobo’) de Hitler, situada en la entonces Prusia Oriental y actualmente parte de Polonia, que incluyen la opción de «visitar un verdadero campo de la muerte», todo ello acompañado de charlas de «expertos en la auténtica historia», a dar charlas en Estados Unidos y a la venta de libros, tanto suyos como de otros autores afines, a través de Internet.

## Citas y referencias
1. ↑  Hare, Ivan; Weinstein, James (2010). Extreme Speech and Democracy. Oxford: Oxford University Press. p. 553. ISBN 978-0199601790.
2. ↑  Jan van Pelt, Robert (2002). The Case for Auschwitz:Evidence from the Irving Trial (First edición). Bloomington, Indiana: Indiana University Press. p. 15. ISBN 0-253-34016-0.
3. ↑  Evans, 2001, p. 125
4. 1 2  «The ruling against David Irving». The Guardian (London). 11 de abril de 2000. Consultado el 27 de marzo de 2010.
5. 1 2  «The ruling against David Irving». The Guardian (London). 11 de abril de 2000. Consultado el 27 de marzo de 2010.
6. 1 2  «Hitler historian loses libel case». BBC News. 11 de abril de 2000. Consultado el 2 de enero de 2010.
7. ↑  Craig, Olga: «David, what on earth would Mother think?» (entrevista en inglés a Nicholas Irving), publicado en el diario Telegraph (Londres).
8. ↑  Rosenbaum, 1999, p. 227
9. 1 2 3 4  Irving: Information for Counsel, 1970
10. ↑  Waterhouse, Rosie (11 de julio de 1992). «From Brentwood to Berchtesgaden: The disturbing story of the 'revisionist' David Irving». The Independent on Sunday. Consultado el 3 de octubre de 2010.
11. 1 2 3  Lay, Kat (26 de mayo de 2009). «50 years on: David Irving, Apartheid and ULU». London Student. Archivado desde el original el 30 de noviembre de 2009. Consultado el 4 de octubre de 2010.
12. ↑  «World University Service (UK)». Archivado desde el original el 19 de mayo de 2006. Consultado el 23 de octubre de 2010.
13. 1 2  Irving: perfil (en ADL),
14. ↑  «Mosley packs them in» Archivado el 30 de marzo de 2017 en Wayback Machine., artículo en inglés en el sitio web FPP (Londres).
15. ↑  Guttenplan, 2001, pp. 225–226
16. ↑  Guttenplan, 2001, p. 43
17. ↑  Evans, 2001, p. 170
18. ↑  Guttenplan, 2001, p. 225
19. ↑  Gerry Gable era un personaje polémico. En aquella época, era director de la revista Searchlight, fundada con el propósito expreso de «obtener información acerca de individuos u organizaciones fascistas, nazis y racistas». Ver «Background note» en el artículo: «Submission from “Searchlight” Information Services» Archivado el 5 de junio de 2011 en Wayback Machine., publicado en el sitio web Parliament The Stationery Office.
20. ↑  «"Searchlight" & the State». Kate Sharpley Library. Consultado el 20 de septiembre de 2009.
21. ↑  David Irving's World of Real History.
22. 1 2  Lipstadt, 2005, p. 293
23. ↑  J Hari 2009,
24. ↑  Rosenbaum, 1999, pp. 227–229.
25. ↑  Lipstadt, 1993, p. 232.
26. 1 2  Craig, 1982, p. 72.
27. ↑  Stauber, Roni. l «From Revisionism to Holocaust Denial David Irving as A Case Study». Consultado el 18 de diciembre de 2008. (enlace roto disponible en Internet Archive; véase el l historial, la l primera versión y la l última).
28. ↑   orden ―dictada y firmada por Hitler en una reunión del Alto Mando alemán y transmitida al ejército― de ejecutar inmediatamente a todos los «comisarios» y «representantes activos del bolchevismo» que fuesen capturados. Esa orden dice, textualmente, que esos individuos: «Serán fusilados por principio».
29. 1 2 3  Evans, 1989, p. 166.
30. ↑  Guttenplan, 2001, p. 45.
31. 1 2  Guttenplan, 2001, p. 46.
32. ↑  Lipstadt, 1993, p. 111.
33. ↑  
Una orden firmada por Heydrich en preparación a la Kristalnacht establecía que (punto 5): «Tan pronto como el curso de los acontecimientos durante esta noche permita el uso de los oficiales de policía asignados para este propósito, serán arrestados tantos judíos ―especialmente judíos ricos― como sea posible acomodar en los lugares de detención de cada distrito. Solo serán arrestados, en razón de su capacidad de resistencia, judíos varones en buen estado de salud y de edad no muy avanzada. Inmediatamente que el arresto tenga lugar, se contactará con el campo de concentración adecuado para ubicar a los judíos tan rápidamente como sea posible en los campos». Ver Copy of Most Urgent telegram from Munich on November 10, 1938, 1:20 a.m.
34. ↑  El promedio de vida de un prisionero en esos «campos de trabajo» era de menos de cuatro meses. Ver Raul Hilberg: Die Vernichtung der europäischen Juden..- Frankfurt 1990. ISBN 3-596-24417-X Volume 2 Page 994f
35. ↑  Citado en: Der Nürnberger Prozess. Vol. XXXVIII, pp. 366 / documento 129-R.
36. ↑  Padfield, Peter. Himmler: Reichsfuhrer SS. Macmillian 1990, p. 270. Padfield da su fuente la obra de J von Lang and C Sybill (eds) Eichmann Interrogated. Bodley Head, London 1982, pp. 92–93.
37. ↑  Stern, p. 29.
38. ↑  Lipstadt, 1993.
39. ↑  Jäckel, 1993, p. 34.
40. 1 2  Van Pelt, 2002, p. 20.
41. 1 2 3  Lucy, Dawidowicz (1999). «"This Wicked Man Hitler": Dawidowicz on David Irving». Equipo Nizkor. Archivado desde el original el 10 de junio de 2007. Consultado el 5 de octubre de 2010.
La cita en su totalidad es:

Arrestar Dr. Jekelius [nombre no claro], presumible hijo de Molotov. Transporte de judíos de Berlín: no liquidar.
Verhaftung Dr. Jekelius XXXXXX - Angebl [ich] Sohn Molotovs. Judentransport aus Berline. - keine Liquidierung.
42. ↑  Kershaw, 1985, p. 95.
43. ↑  Guttenplan, 2001, p. 51
44. 1 2  Rosenbaum, 1999, p. 233.
45. 1 2 3  Brinks, Jan Hermann Children of a New Fatherland, London: I.B. Tauris, 2000 p. 107.
46. 1 2 3  Lipstadt, 1993, p. 8.
47. 1 2  Guttenplan, 2001, p. 56.
48. 1 2 3 4  Lipstadt, 1993, p. 161.
49. ↑  Evans, 1989, p. 167.
50. 1 2  Van Pelt, 2002, p. 21.
51. ↑  Van Pelt, 2002, pp. 22–23.
52. ↑  Irving argumentó que «ellos [los judíos] fueron las víctimas de un gran número de criminales sin nombre en cuyas manos cayeron en el Frente del Este. [...] Y esos hombres actuaron por propia iniciativa [...] dentro de la atmósfera general de brutalidad creada por la Segunda Guerra Mundial, en la que, por supuesto, los bombardeos de los aliados jugaron su parte». Ver Van Pelt (2002) p. 40.
53. ↑  Van Pelt, 2002, p. 40.
54. ↑  Lipstadt, 1993, p. 162.
55. 1 2  Van Pelt, 2002, p. 41.
56. ↑  Evans, 2001, p. 19.
57. ↑  Guttenplan, 2001, p. 48.
58. ↑  Harris, 1986, pp. 320–323.
59. 1 2 3  Van Pelt, 2002, p. 22.
60. ↑  Harris, 1986, pp. 338-339.
61. ↑  Leuchter declaró bajo juramento que él era un ingeniero que era «consultado» por los empleados a cargo de las ejecuciones en dos estados en Estados Unidos. Esos empleados negaron esa relación. Además, Leuchter declaró haber construido una cámara de gas para el estado de Missouri, estado que, se sabe, carecía de tal instalación. En el juicio mismo Leuchter reconoció que carecía de la cualificación de ingeniero, y ante otro tribunal aceptó que el «no era ni había sido ingeniero profesional». Para todo eso, ver: «Leuchter's "credibility," or rather, his lack of same» Archivado el 22 de septiembre de 2012 en Wayback Machine., artículo en inglés en el sitio web Nizkor.org.
62. ↑  «El informe Leuchter», artículo en el sitio web Libre Opinión (Chile).
63. ↑  Errol Morris: «Mr. Death: the rise and fall of Fred A. Leuchter, Jr.», transcripción de documento, artículo del 12 de mayo de 1999.
64. 1 2 3  Lipstadt, 1993, p. 179.
65. ↑  Guttenplan, 2001, p. 54.
66. ↑  David Irving (1988): «The "false news" trial of Ernst Zündel» Archivado el 7 de agosto de 2011 en Wayback Machine., publicado en el sitio web IHR.
67. 1 2  Van Pelt, 2002, p. 48.
68. ↑  Stern, p. 32.
69. 1 2 3  Lipstadt, 1993, p. 180.
70. ↑  Agency for Toxic Substances and Disease Registry (U.S. Dept of Health and Human Services): «Cyanide toxicity», artículo en inglés publicado en la revista American Family Physician, vol. 48, n.º 1, julio de 1993.
71. ↑  Para una introducción a este aspecto ver: «The Leuchter Report: Disparities in Hydrocyanic Compound Levels» Archivado el 4 de octubre de 2010 en Wayback Machine., artículo en el sitio web Nizkor.org.
Ver también «Technical aspects of the holocaust: Cyanide, Zyklon-B, and mass murder» Archivado el 12 de noviembre de 2010 en Wayback Machine. (parte I, punto D, parte II puntos A, C) y las citas siguientes.
72. ↑  Borkin, Joseph (1978): The crime and punishment of I. G. Farben. Londres & Nueva York: Collin Macmillan Publishers (Londres) y The Free Press, una división de Macmillan Publishing (Nueva York), 1978.
73. ↑  «XIII: Conclusiones Archivado el 13 de junio de 2010 en Wayback Machine. [del Honorable Juez Gray]» (11 de abril del 2000), párrafo 13.158
74. 1 2 3  Van Pelt, 2002, p. 55.
75. ↑  Rosenbaum, 1999, p. 222.
76. 1 2 3  Van Pelt, 2002, p. 57.
77. ↑  Sashom se traduce al inglés como assholes (estúpidos, malas personas; en ese idioma, la palabra asshole [literalmente: ‘orificio del ano’)] es un insulto bastante fuerte.
78. ↑  «David Irving:Propagandists' Poster Boy». Anti-Defamation League. 2001. Archivado desde el original el 25 de diciembre de 2008. Consultado el 17 de diciembre de 2008.
79. ↑  Shermer y Grobman, 2002, p. 51.
80. 1 2  Van Pelt, 2002, p. 56.
81. ↑  Shermer y Grobman, 2002, p. 50.
82. ↑  Taylor, Matthew (2007): «Discredited Irving plans comeback tour» (‘el desacreditado Irving planea una gira de regreso’), artículo del 29 de septiembre de 2007 en el diario The Guardian.
83. ↑  Guttenplan, 2001, p. 55.
84. ↑  Guttenplan, 2001, p. 131.
85. ↑  Gray, Charles. «Holocaust Denial on Trial, Trial Judgment: Electronic Edition». Archivado desde el original el 19 de abril de 2015. Consultado el 7 de mayo de 2010.
86. ↑  Guttenplan, 2001, p. 132.
87. ↑  Guttenplan, 2001, pp. 56–57.
88. ↑  Guttenplan, 2001, pp. 56–57
89. ↑   DJC Irving vs Penguin Books Ltd and Deborah Lipstadt
90. ↑  por ejemplo: David Irving: What, Us? An International Conspiracy? Archivado el 6 de octubre de 2010 en Wayback Machine. (Action report Nro 10- 5 de julio de 1996)
91. ↑  David Irving; The Global Vendetta waged against Mr Irving by the enemies of Free Speech. Archivado el 3 de septiembre de 2011 en Wayback Machine.
92. ↑   David Irving: «A British historian defends his livelihood and honor», artículo en el sitio web IHR.
93. ↑  Robert Jan van Pelt: The Van Pelt Report: Electronic Edition Archivado el 7 de octubre de 2010 en Wayback Machine.
94. ↑  Van Pelt: the Van Pelt Report: XI Irving Adrift (1993-1998) Archivado el 7 de octubre de 2010 en Wayback Machine., cita 1016)
95. ↑  Hajo Funke: David Irving, Holocaust Denial, and his Connections to Right Wing Extremists and Neo-National Socialism (Neo-Nazism) in Germany: Electronic Edition Archivado el 22 de agosto de 2009 en Wayback Machine.
96. ↑  Heinz Peter Longerich: Hitler's Role in the Persecution of the Jews by the Nazi Regime: Electronic Version Archivado el 29 de julio de 2009 en Wayback Machine.
97. ↑  Richard J. Evans: David Irving, Hitler and Holocaust Denial: Electronic Edition Archivado el 5 de febrero de 2012 en Wayback Machine. General Conclusion, punto 6.22
98. ↑  El Honorable Juez Gray (11 de abril del 2000): XIV: Veredicto. Archivado el 13 de junio de 2010 en Wayback Machine.
99. ↑  Por ejemplo: The Guardian: History's verdict on Holocaust upheld
100. ↑  «Irving defiant over libel defeat», artículo en inglés, del 12 de abril de 2000 en el sitio web de la BBC.
101. ↑  «El filonazi David Irving deberá pagar más de 3 millones de dólares», artículo del 12 de abril de 2000 en el diario Página/12 (Buenos Aires).
102. ↑  «Holocaust denier bankrupt», artículo en el sitio web de la BBC.
103. 1 2 3  Lipstadt, 2005, p. 22.
104. ↑  Kershaw, 1985, p. 150.
105. ↑  Kershaw, 1985, p. 268.
106. ↑  John Keegan, citado por MacDonald, en «My decision to testify for Irving», artículo de Kevin MacDonald en el sitio web Kevin MacDonald.
107. ↑  MacDonald, Kevin: «My decision to testify for Irving», artículo de Kevin MacDonald en el sitio web Kevin MacDonald.
108. ↑  Dunn, J. R.: «David Irving jailed in Austria for Holocaust denial», artículo en inglés en el sitio web American Thinker.
109. ↑  Holman, Eugene: «David Irving: a study in incompetencia and dishonesty» Archivado el 26 de septiembre de 2010 en Wayback Machine. (David Irving, un estudio sobre incompetencia y deshonestidad).
110. ↑  Hernández Piché, Bruno: «La historia a juicio», artículo en el sitio web Letras Libres.
111. ↑  «El historiador David Irving es condenado a tres años de cárcel por negar el Holocausto», artículo en el sitio web 20 Minutos (España).
112. ↑  «La justicia austriaca condena a David Irving a tres años de prisión por negar el Holocausto», artículo en el sitio web Web Islam.
113. ↑  «Convicted Holocaust Denier Irving Expelled from Austria | Europe | Deutsche Welle | 22.12.2006». Dw-world.de. Consultado el 20 de septiembre de 2009.
114. ↑  Holocaust denier: 'No need to show remorse' en Wayback Machine  (archivado el 16 de enero de 2007).
115. ↑  EFE (20). «Argentina expulsa a obispo que niega el Holocausto». Caracol.com. Consultado el 20 de febrero de 2009.
116. ↑  «Tras abandonar Argentina, el obispo que negó el Holocausto llegó a Londres», artículo en el diario La Nación (Buenos Aires).
117. ↑  «Downfall of Holocaust-denying bishop» (‘la caída del obispo que niega el Holocausto’), artículo en el diario The Telegraph (Londres).
118. ↑  «Subastan supuestos pelos y huesos de Hitler» Archivado el 13 de agosto de 2010 en Wayback Machine., artículo del 8 de marzo de 2009 en el diario El País (Montevideo).
119. ↑   BBC: Holocaust denier Irving in Poland for Hitler tour
120. ↑  Focal Point Publications, artículo publicado en el sitio web Irving Books.

### Obras citadas
- Evans, Richard J. (2001). Lying About Hitler: History, Holocaust, and the David Irving Trial. New York: Basic Books. ISBN 0465021522.
- D. D. Guttenplan (2001). The Holocaust on Trial. New York: W. W. Norton & Company. ISBN 0393020444.
- Harris, Robert (1986). Selling Hitler: The Story of the Hitler Diaries. London: Faber and Faber. ISBN 0571147267.
- Lipstadt, Deborah (1993). Denying the Holocaust: The Growing Assault on Truth and Memory. New York: Free Press. ISBN 0029192358.
- Lipstadt, Deborah (2005). History on Trial: My Day in Court with David Irving. Nueva York: Ecco Press. ISBN 0060593768.
- Ron Rosenbaum (1999). Explaining Hitler: The Search for the Origins of His Evil (1st Harper Perennial edición). New York: Harper Perennial. ISBN 0679431519.
- Van Pelt, Robert J. (2002). The Case for Auschwitz: Evidence from the Irving Trial. Bloomington, IN: Indiana University Press. ISBN 0253340160.

### Obras en línea
- David Irving (22 de enero de 1970). «David Irving: Information for Counsel on my Background» (en inglés). Archivado desde el original el 18 de agosto de 2011. Consultado el 3 de octubre de 2010.

- Anti Defamation League (ADL). «David Irving: Profile» (en inglés). Archivado desde el original el 28 de mayo de 2010. Consultado el 4 de octubre de 2010.

- Johann Hari (15 de enero de 2009). «David Irving: 'Hitler appointed me his biographer». The Independent (en inglés). Consultado el 5 de octubre de 2010.